# Chelepteryx
Genre
Chelepteryx est un genre de lépidoptères (papillons) de la famille des Anthelidae.

## Taxonomie
L'histoire de la taxonomie de ce genre a connu de nombreux rebondissements. Il fut décrit en 1835 par George Robert Gray dans The transactions of the entomological society of London, Volume 1: Gray le considérait alors comme un sous-genre du genre Endromis, qui était à cette époque placé dans la famille des Notodontidae.  
Francis Walker, en 1855, déplaça le genre Chelepteryx dans une autre famille, celle des Liparidae (famille devenue obsolète, car il existait une famille de poissons du même nom, et remplacée par la famille des Lymantriidae), mais faisant une erreur de typographie, il le dénomma Chalepteryx. Puis ce genre fut déplacé dans la famille des Lasiocampidae en 1892 par William Forsell Kirby, dans celle des Eupterotidae par Charles Swinhoe la même année, pour finalement réintégrer la famille des Lymantriidae en 1904, sous la plume d'Alfred Jefferis Turner, qui le plaça dans une sous-famille qu'il nomma Anthelinae. Six ans plus tard, le même Turner élèvera cette sous-famille au rang de famille sous le nom Anthelidae, déplaçant une fois de plus le genre Chelepteryx.

## Liste des espèces
Selon NCBI (1 février 2019) :
- Chelepteryx chalepteryx (Felder, 1874).
- Chelepteryx collesi Gray, 1835.